# Помарико
Помарико (итал. Pomarico) — коммуна в Италии, расположена в регионе Базиликата, подчиняется административному центру Матера.
Население составляет 4451 человек, плотность населения составляет 35 чел./км². Занимает площадь 128 км². Почтовый индекс — 75016. Телефонный код — 0835.
Покровителем населённого пункта считается Архангел Михаил. Праздник ежегодно празднуется 8 мая.